# Búa nước

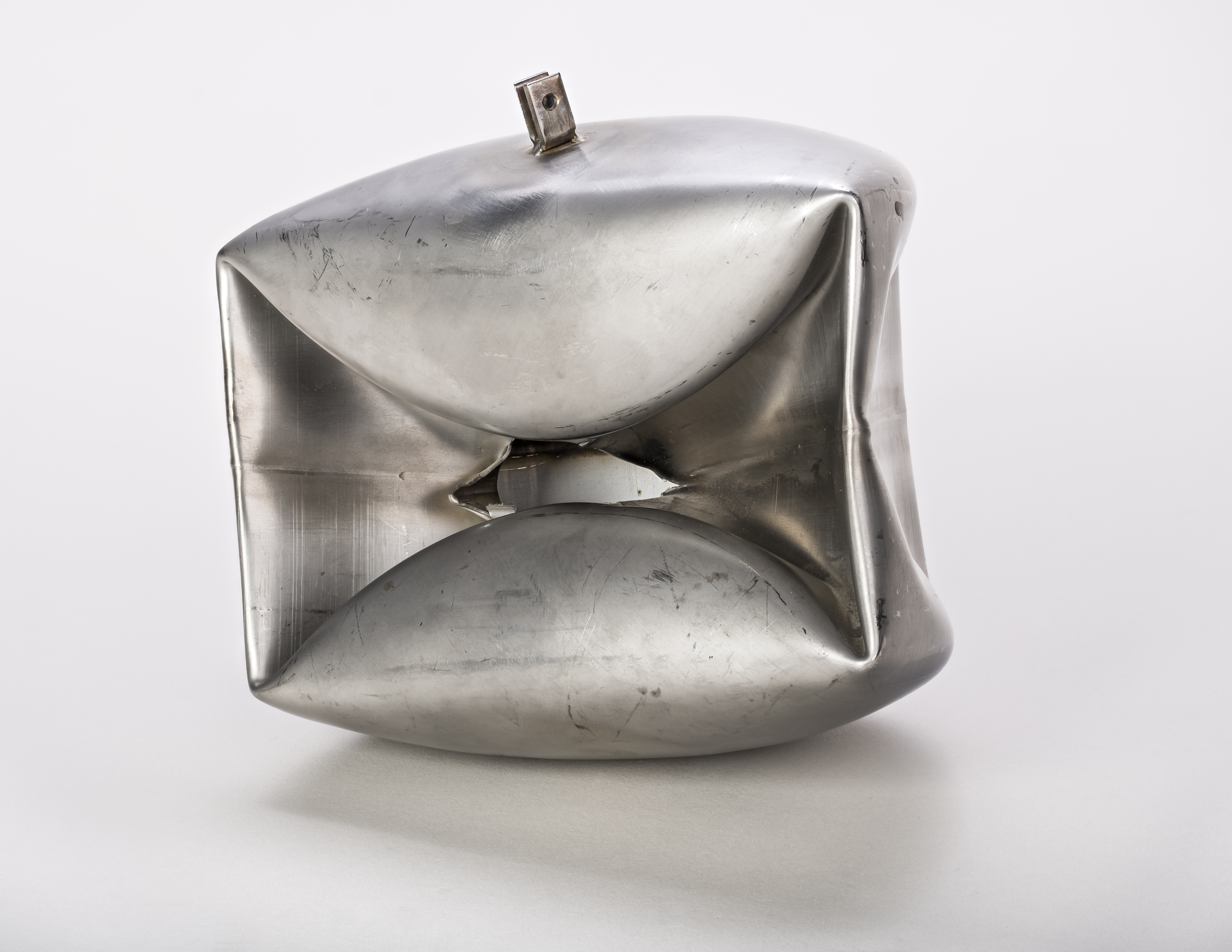
Tác động của sự dâng áp đột ngột đối với phao đo

Búa nước (tiếng Anh: water hammer), còn gọi thủy kích (hydraulic shock) hay nước va trong các tài liệu Việt Nam là hiện tượng áp lực trong đường ống tăng cao đột ngột (nước va dương) hoặc hạ thấp đột ngột (nước va âm), được tạo ra khi một chất lưu (thường là chất lỏng nhưng đôi khi cũng là chất khí) đang chuyển động bị buộc phải dừng lại hoặc đổi hướng một cách đột ngột (thay đổi động lượng). Hiện tượng búa nước thường xảy ra khi đóng van đột ngột ở một đầu của hệ thống đường ống, và vì vậy tạo ra sóng áp suất truyền trong đường ống.
Sóng áp suất này có thể gây ra nhiều vấn đề nghiêm trọng, từ tiếng ồn và chấn động đến phá hoại đường ống. Có thể làm giảm tác động của các xung búa nước bằng cách sử dụng bể tích áp thủy lực, bình giảm áp, bể điều áp, và các phương pháp khác.
Tính toán sơ bộ đối với hiện tượng búa nước có thể được thực hiện nhờ phương trình Zhukovsky (Tên La tinh là Joukovsky hoặc Joukowsky), hoặc chính xác hơn là bằng cách sử dụng phương pháp đường đặc trưng.

## Nguyên nhân và tác động
Khi một đường ống bị chặn đột ngột tại cửa ra (hạ lưu), khối nước phía trước cửa ra đã bị đóng vẫn còn đang di chuyển, do đó áp suất bị tích tụ lên cao và tạo ra sóng xung kích. Trong hệ thống đường ống nước dân dụng điều này sẽ tạo ra một tiếng nổ lớn, giống như một tiếng ồn do búa đập. Búa nước có thể gây ra vỡ đường ống nếu áp suất đủ lớn. Các bẫy không khí hoặc các ống đứng (hở ở bên trên) đôi khi được lắp đặt vào hệ thống đường ống vì chúng có tác dụng như là các bộ giảm chấn, hấp thụ các lực phá hoại tiềm năng do chuyển động của nước.
Trong nhà máy thủy điện, dòng nước chuyển động dọc theo đường hầm hoặc đường ống dẫn có thể bị chặn không cho xâm nhập vào tua bin bằng cách đóng van. Tuy nhiên, ví dụ, nếu có 14 km đường hầm với đường kính 7,7 m, chứa đầy nước đang chuyển động với vận tốc là 3,75 m/s, tức là tương đương với khoảng 8.000 MJ động năng phải bị bắt giữ. Thì sự bắt giữ này thường được thực hiện bằng một trục điều áp (surge shaft) mở phía trên, cho nước chảy vào đó; khi nước dâng lên trục, động năng của nó được chuyển đổi thành thế năng, việc này làm cho dòng nước trong đường ống giảm tốc. Các trạm HEP (tháp nước là ví dụ thực tế của một trong những trạm HPE) được coi như là những bình dâng trong những trường hợp như thế này.
Trong hệ thống cấp nước gia đình, hiện tượng búa nước có thể xảy ra khi dòng nước từ máy rửa chén, máy giặt, bể phốt bị ngắt đột ngột do khóa van hay tắt máy. Kết quả là có thể nghe thấy tiếng nổ lớn, hay tiếng lách tách lặp đi lặp lại (vì sóng xung kích di chuyển tới lui trong hệ thống đường ống dẫn nước), hoặc sự rung lắc mạnh của đường ống.
Mặt khác, khi van thượng lưu trong đường ống đóng lại, dòng nước ở hạ lưu của van cố gắng tiếp tục chảy, tạo ra một khoảng chân không (vacuum) và khoảng chân không này có thể gây ra gãy hoặc nổ đường ống. Vấn đề này có thể trở nên đặc biệt nghiêm trọng nếu đường ống được đặt trên sườn dốc. Để ngăn chặn điều này, không khí và các van xả áp chân không, lỗ thông hơi, hoặc bẫy hơi được cài đặt phía hạ lưu của van để cho không khí nhập vào dòng chảy để ngăn ngừa khoảng chân không này xảy ra.
Các nguyên nhân khác của hiện tượng búa nước có thể kể đến là hỏng máy bơm và đóng gấp van kiểm tra (hay còn gọi là van một chiều) (để giảm tốc độ đột ngột, van kiểm tra có thể bị coi là đóng quá gấp, tùy thuộc vào các đặc tính động lực của van kiểm tra và khối lượng nước giữa van kiểm tra và bể chứa).

### Các hiện tượng liên quan

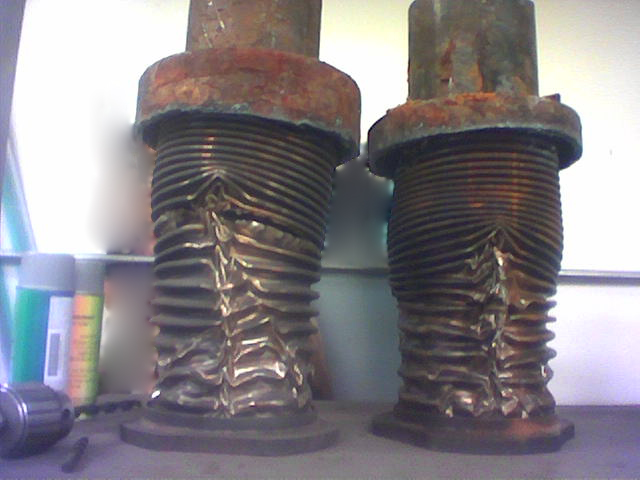
Đoạn ống nối trên ống thông hơi nước đã bị phá hoại do hiện tượng búa hơi nước

Hệ thống phân phối hơi nước cũng có thể dễ bị tổn thương dưới tác động của một hiện tượng tương tự như búa nước, được gọi là búa hơi nước. Trong một hệ thống hơi, búa nước thường xảy ra khi một lượng hơi nước ngưng tụ tạo thành nước trong đoạn (nằm ngang) của đường ống hơi nước. Sau đó, luồng hơi nước mang theo lượng nước này, tạo thành một "viên đạn" lao nhanh với tốc độ cao vào khớp nối ống, tạo ra một tiếng nổ lớn giống như búa đập và ép mạnh và kéo căng đường ống. Hiện tượng này sẽ xảy ra nếu không có phương pháp thoát nước ngưng tụ thích hợp.
Nơi thiết bị bổ sung không khí được sử dụng, những thiết bị bổ sung không khí này cuối cùng sẽ cạn kiệt không khí do sau khoảng thời gian dài sử dụng không khí đã bị hấp thụ hết vào trong nước. Điều này có thể được khắc phục bằng cách tắt nguồn cung cấp nước, mở khóa vòi nước ở các vị trí cao nhất và thấp nhất để nước thoát hết khỏi hệ thống (do đó khôi phục lại không khí vào thiết bị cấp khí), rồi sau đó đóng khóa vòi và mở lại nguồn cung cấp.

## Nổ búa nước trong khoang kín
Khi một vụ nổ xảy ra trong một không gian khép kín, búa nước có thể làm các bức tường xung quanh bị biến dạng. Tuy nhiên, nó cũng có thể truyền động lượng tới không gian khép kín này, nếu nó được tự do di chuyển. Một vụ nổ dưới nước trong khoang lò phản ứng hạt nhân SL-1 làm nước tăng tốc và chạy lên phía trên xuyên qua 0,76 m (2,5 ft) không khí trước khi nó lao vào trần khoang với vận tốc 49 m/s (160 ft/s) và áp suất 680 atm (69.000 kPa). Sóng áp suất này làm 12.000 kg (26.000 lb) khoang thép nảy lên 2,77 m (9,1 ft) vào trong không khí trước khi nó rơi trở lại vị trí cũ của nó.

## Các biện pháp giảm nhẹ
Búa nước đã gây ra tai nạn và thậm chí là tử vong, nhưng thông thường thiệt hại chỉ hạn chế ở mức vỡ ống hoặc thiết bị phụ trợ. Các kỹ sư phải luôn luôn đánh giá nguy cơ nổ đường ống dẫn do búa nước gây ra. Đường ống vận chuyển các chất lỏng độc hại hoặc chất khí phải được bảo đảm chăm sóc đặc biệt trong thiết kế, thi công và vận hành. Các nhà máy thủy điện phải được thiết kế đặc biệt và vận hành cẩn thận vì búa nước có thể làm hệ thống đường ống bị hư hại thảm khốc.
Thực hiện những điều sau để làm giảm hoặc loại bỏ hiện tượng búa nước:
- Giảm áp lực của việc cung cấp nước cho các tòa nhà bằng cách lắp đặt bảng điều khiển trung tâm.
- Giảm vận tốc chất lưu. Để làm giảm nguy cơ búa nước xảy ra, các biểu đồ kích thước đường ống cho một số ứng dụng đã khuyến nghị vận tốc dòng chảy bằng hoặc thấp hơn 1,5 m/s (4.9 ft/s).
- Nên đóng van càng chậm càng tốt. Van cấp nước vệ sinh thường được thiết kế là loại van yên tĩnh, vì thể chỉ có thể đóng van một cách chậm rãi.
- Sử dụng đường ống có khả năng chịu áp cao (nhưng giá thành sẽ đắt).
- Kiểm soát đường ống tốt (trình tự mở và đóng).
- Sử dụng các tháp nước (được sử dụng trong nhiều hệ thống cung cấp nước uống) giúp duy trì tốc độ dòng chảy ổn định và có thể bẫy các dao động với áp suất lớn.
- Bể chứa khí hoạt động theo cách tương tự như tháp nước, nhưng được điều áp (giữ tại áp suất không thay đổi). Chúng thường có một đệm không khí bên trên mức chất lưu trong bể, đệm không khí này có thể được điều chỉnh hoặc phân cách bởi thiết bị chuyên dụng (bladder). Kích thước của bể chứa khí có thể lên đến hàng trăm mét khối đối với các hệ thống đường ống lớn. Chúng có nhiều hình dạng, kích thước và cấu hình. Các bể chứa khí như vậy thường được gọi là bể tích áp thủy lực, bình giảm áp.
- Một thiết bị thủy khí tương tự về nguyên tắc với thiết bị giảm sốc được gọi là 'Thiết bị hãm búa nước' có thể được lắp đặt giữa đường ống nước và máy móc, để hấp thụ sốc và làm ngừng sự va đập.
- Van không khí thường khắc phục hiện tượng áp suất thấp tại các cao điểm trong hệ thống đường ống. Mặc dù chúng hiệu quả, nhưng đôi khi cần phải lắp đặt với số lượng lớn. Các van này cũng cho phép không khí đi vào trong hệ thống, đây là điều thường không mong muốn.
- Giảm chiều dài ống nhánh.
- Giảm độ dài của ống thẳng, nghĩa là thêm ống nối gấp khúc, đoạn ống nối uốn chữ U hay uốn cong. Búa nước có liên quan đến tốc độ của âm thanh trong chất lưu, và ống nối gấp khúc làm giảm ảnh hưởng của sóng áp suất.
- Bố trí các đường ống lớn hơn trong các vòng mạch chính, điều này làm các đường ống nhánh nhỏ hơn ngắn hơn. Với hệ thống đường ống được thiết kế dạng vòng mạch (looped piping), các dòng chảy vận tốc thấp hơn từ cả hai phía của vòng mạch có thể phục vụ một đường ống nhánh.

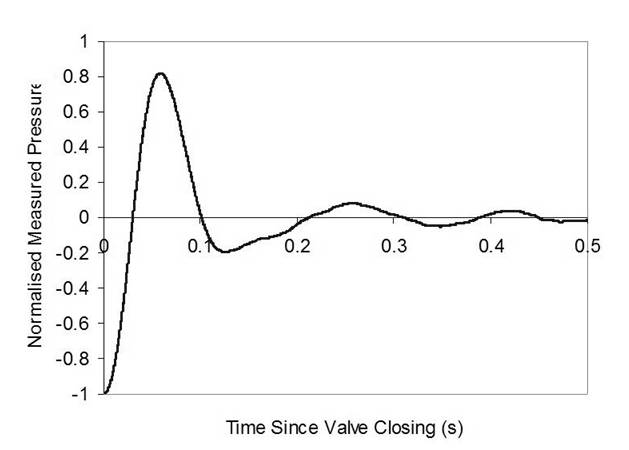
Sóng áp suất đặc trưng do sự đóng van đường ống tạo ra

- Lắp bánh đà vào bơm.
- Sử dụng trạm bơm phụ.

## Độ lớn của xung búa nước
Một trong những người đầu tiên điều tra một cách thành công vấn đề búa nước là kỹ sư Ý Lorenzo Allievi.
Búa nước có thể được phân tích bởi hai cách tiếp cận khác nhau – Thuyết cột chất lưu cứng (rigid column) bỏ qua tính nén của chất lưu và độ đàn hồi của thành ống, hoặc theo một phân tích đầy đủ có tính đến cả độ đàn hồi. Khi thời gian đóng van dài so với thời gian sóng áp suất truyền dọc theo chiều dài của ống, thì lý thuyết cột chất lưu cứng là phù hợp; ngược lại thì cần phải tính đến độ đàn hồi.
Dưới đây là hai công thức tính toán áp suất cực đại, một trong đó xét đến độ đàn hồi, nhưng giả định van đóng ngay lập tức, và công thức thứ hai bỏ qua tính đàn hồi nhưng coi việc đóng van xảy ra trong một khoảng thời gian hữu hạn.

### Đóng van tức thì; Chất lưu nén được
Ap lực của xung búa nước có thể được tính toán từ phương trình Joukowsky
{\displaystyle {\frac {\partial P}{\partial t}}=\rho a{\frac {\partial v}{\partial t}}}
Vì vậy, đối với trường hợp van đóng ngay lập tức, độ lớn tối đa của xung búa nước là:
{\displaystyle \Delta P=\rho a_{0}\Delta v}
trong đó ΔP là độ lớn của sóng áp suất (Pa), ρ là mật độ của chất lưu (kg m−3),  a0 là tốc độ của âm thanh trong chất lưu (ms−1), và Δv là sự thay đổi trong vận tốc chất lưu (ms−1). Xung xoay chuyển (qua lại) do các định luật chuyển động Newton và phương trình tính liên tục áp dụng cho sự giảm tốc của một yếu tố chất lưu.

#### Phương trình tốc độ sóng
Vì tốc độ âm thanh trong chất lưu là {\displaystyle a={\sqrt {\frac {B}{\rho }}}}, áp suất cực đại phụ thuộc vào tính nén của chất lưu nếu van bị đóng đột ngột.
{\displaystyle B={\frac {K}{(1+V/a)[1+c(K/E)(D/t)]}}}
trong đó
- a = vận tốc sóng
- B = môđun đàn hồi khối tương đương của hệ thống ống dẫn chất lưu
- ρ = mật độ chất lưu
- K = môđun đàn hồi khối của chất lưu
- E = môđun đàn hồi của đường ống
- D = đường kính bên trong của ống
- t = độ dày thành ống
- c = tham số không thứ nguyên phụ thuộc vào điều kiện liên kết của hệ thống đường ống và vận tốc sóng[9][cần số trang]

### Đóng van chậm; chất lưu không nén được
Khi thời gian đóng van dài hơn so với thời gian sóng áp suất truyền dọc chiều dài của đường ống, tính đàn hồi có thể được bỏ qua, và có thể mô tả hiện tượng theo độ quán tính hay lý thuyết cột chất lưu cứng:
{\displaystyle F=ma=PA=\rho LA{dv \over dt}.}
Giả định một sự giảm tốc liên tục của cột nước (dv/dt = v/t), sẽ có:
{\displaystyle P=\rho vL/t.}
trong đó:
- F = lực, N
- m = khối lượng của cột chất lưu, kg
- a = gia tốc, m/s2
- P = áp suất, Pa
- A = diện tích mặt cắt ngang đường ống, m²
- ρ = mật độ của chất lưu, kg/m³
- L = chiều dài đường ống, m
- v  = vận tốc dòng chảy, m/s
- t = thời gian đóng van, s

Áp dụng công thức trên, đối với nước và Hệ đơn vị Anh: P = 0,0135 V L/t. 
Trong ứng dụng thực tế, nên lấy hệ số an toàn khoảng bằng 5:
{\displaystyle P=0.07VL/t+P_{1}}
trong đó P1 là áp lực đầu vào tính bằng psi, V là vận tốc dòng chảy tính bằng ft/s, t là thời gian đóng van tính bằng giây (s) và L là chiều dài đường ống phía thượng lưu tính bằng feet.

## Công thức tính áp suất dư do búa nước gây ra
Khi van với lưu lượng thể tích Q được đóng lại, áp suất dư ΔP được tạo ra phía thượng nguồn của van, giá trị của áp suất dư này được tính theo phương trình Joukowsky:
{\displaystyle \Delta P=Z\,Q}
Trong biểu thức này:
- áp suất dư ΔP được tính bằng Pa;
- Q là lưu lượng thể tích bằng m³/s;
- Z là trở kháng thủy lực, tính theo kg/m4/s.

Trở kháng thủy lực Z của đường ống quyết định độ lớn của xung búa nước. Bản thân nó được xác định bởi công thức sau:  
{\displaystyle Z={\frac {\sqrt {\rho \,B}}{A}}}
với: 
- ρ là mật độ của chất lỏng, được tính theo kg/m³;
- A là diện tích mặt cắt ngang của đường ống, m²;
- B là môđun nén tương đương của chất lỏng trong đường ống, tính bằng Pa.

Mô đun nén tương đương B được rút ra từ một loạt các khái niệm thủy lực: 
- tính nén được của chất lỏng, được xác định bằng mô đun nén đoạn nhiệt Bl, của nó, là kết quả từ phương trình trạng thái của chất lỏng và thường có sẵn trong các bảng nhiệt động lực học;
- tính đàn hồi của thành đường ống, nó xác định mô đun nén khối tương đương của vật liệu thành đường ống Bs. Trong trường hợp của đường ống tiết diện tròn có độ dày t nhỏ so với đường kính D, mô đun nén tương đương được cho bởi công thức sau: {\displaystyle B={\frac {t}{D}}E} trong đó E là mô đun Young (Pa) của vật liệu đường ống;
- độ nén có thể Bg của khí hòa tan trong chất lỏng, xác định bởi: {\displaystyle B_{g}={\frac {\gamma }{\alpha }}P}
  - γ là chỉ số tỷ nhiệt của chất khí
  - α là tỉ lệ thông gió (phần thể tích khí không hòa tan) 
  - và P là áp suất (Pa).

Như vậy, độ đàn hồi tương đương là tổng của các độ đàn hồi trên:
{\displaystyle {\frac {1}{B}}={\frac {1}{B_{l}}}+{\frac {1}{B_{s}}}+{\frac {1}{B_{g}}}}
Kết quả là, chúng ta thấy rằng có thể làm giảm tác động của búa nước bằng cách: 
- tăng đường kính ống nhưng lưu lượng không thay đổi, điều này làm giảm vận tốc dòng chảy và do đó giảm tốc độ của cột chất lỏng;
- sử dụng các vật liệu rắn và đặc nhất có thể so với khối chất lỏng bên trong (mô đun độ cứng Young thấp so với mô đun khối của chất lỏng);
- sử dụng thiết bị tăng sự linh hoạt của toàn bộ hệ thống thủy lực, chẳng hạn như bể tích áp thủy lực (accumulator);
- nếu có thể, tăng tỷ lệ phần trăm của các chất khí không tan trong chất lỏng.

## Các phương trình động lực
Hiệu ứng búa nước có thể được mô phỏng bằng cách giải các phương trình vi phân từng phần sau:
{\displaystyle {\frac {\partial V}{\partial x}}+{\frac {1}{B}}{\frac {\partial P}{\partial t}}=0\,}
{\displaystyle {\frac {\partial V}{\partial t}}+{\frac {1}{\rho }}{\frac {\partial P}{\partial x}}+{\frac {f}{2D}}V|V|=0\,}
trong đó V là vận tốc chất lưu bên trong ống, {\displaystyle \rho } là mật độ chất lưu và B là mô đun khối tương đương, f là hệ số ma sát.

## Sự phân tách cột chất lưu
Sự phân tách cột chất lưu là hiện tượng có thể xảy ra trong lúc hiện tượng búa nước diễn ra. Nếu áp suất trong đường ống giảm xuống dưới áp suất bay hơi của chất lỏng, hiện tượng sủi bong bóng sẽ xảy ra (một số phần tử chất lỏng bay hơi, tạo thành bong bóng trong đường ống, nếu áp suất gần với áp suất bay hơi). Điều này rất có thể xảy ra tại các địa điểm cụ thể như các đầu mút đường ống bị đóng kín, các cao điểm hay điểm khúc khủyu (tại vị trí có sự thay đổi trong độ dốc đường ống). Khi chất lỏng quá lạnh chảy vào không gian trước đây bị chiếm đóng bởi hơi nước thì diện tích tiếp xúc giữa hơi nước và chất lỏng tăng lên. Điều này làm cho hơi nước ngưng tụ thành chất lỏng làm giảm áp lực trong không gian chứa hơi nước. Chất lỏng ở hai bên của không gian chứa hơi nước do đó được tăng tốc độ di chuyển vào không gian này bởi sự chênh lệch áp suất. Sự va chạm của hai cột chất lỏng (hoặc một cột chất lỏng nếu ở một đầu mút bị đóng kín) gây ra sự gia tăng áp lực lớn và gần như tức thời. Sự gia tăng áp lực này có thể làm hỏng thiết bị thủy lực, hệ thống đường ống và kết cấu hỗ trợ. Nhiều lần lặp đi lặp lại của sự tạo thành và nổ vỡ bong bóng có thể xảy ra trong cùng một sự kiện nước búa duy nhất.

## Phần mềm mô phỏng
Hầu hết các gói phần mềm mô phỏng hiện tượng búa nước sử dụng phương pháp đường đặc trưng để giải các phương trình vi phân liên quan. Phương pháp này hoạt động tốt nếu tốc độ sóng không thay đổi theo thời gian do không khí hoặc các chất khí bị cuốn vào trong đường ống. Phương pháp Sóng (WM) cũng được sử dụng trong nhiều gói phần mềm. WM cho phép các nhà khai thác phân tích các mạng lưới (đường ống) lớn một cách hiệu quả. Ngoài ra còn nhiều gói phần mềm thương mại và phi thương mại khác.
Các gói phần mềm khác nhau về độ phức tạp, phụ thuộc vào ít hay nhiều quá trình được mô hình hóa trong đó. Các gói phần mềm phức tạp có thể có một hay nhiều các tính năng dưới đây:
- Khả năng phân tích dòng chảy đa pha
- Thuật toán mô tả sự hình thành và nổ vỡ bong bóng
- Ma sát thay đổi theo thời gian - sóng áp suất giảm khi dòng rối được tạo ra và do các biến đổi trong sự phân bố vận tốc dòng chảy
- Mô đun khối thay đổi sự tăng áp suất (tính nén được của nước giảm)
- Tương tác cấu trúc chất lưu - đường ống phản ứng đối với những thay đổi áp suất đang xảy ra và tự gây ra sóng áp suất

## Ứng dụng
- Nguyên tắc búa nước có thể được sử dụng để tạo ra máy bơm nước đơn giản gọi là máy đẩy thủy lực.
- Rò rỉ đôi khi có thể được phát hiện nhờ hiện tượng búa nước.
- Các túi khí kín có thể được phát hiện trong đường ống nhờ hiện tượng búa nước.

## Lịch sử

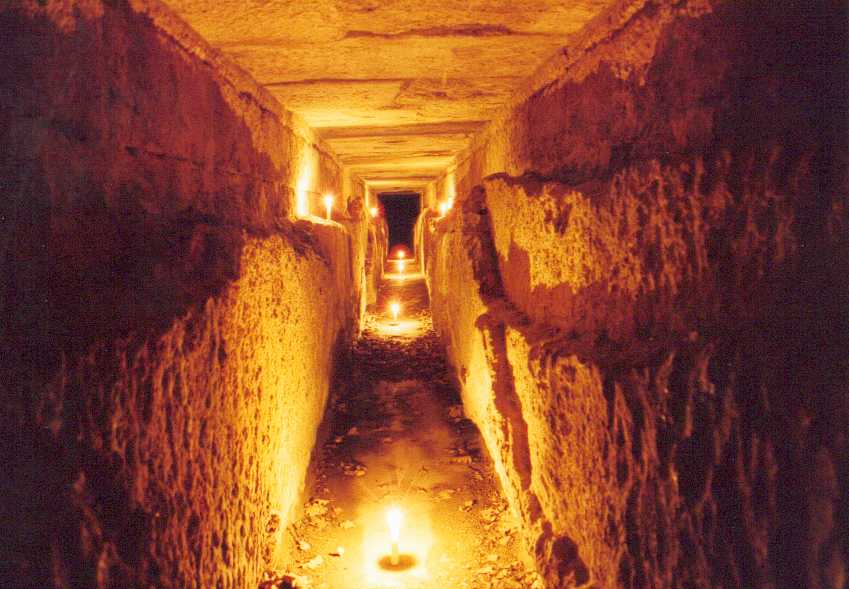
Máng dẫn nước kín bên trong Pont du Gard, của đế chế La Mã từ thế kỷ 1

Vào thế kỷ thứ 1 trước công nguyên Marcus Vitruvius Pollio đã mô tả hiện tượng búa nước trong đường ống bằng chì và bằng đá của nguồn cung cấp nước công cộng của đế chế La Mã. Hiện tượng búa nước thậm chí còn được khai thác trước khi có tên gọi dành cho nó: Năm 1772, một người Anh tên là John Whitehurst đã xây dựng một máy đẩy (ram) thủy lực cho một ngôi nhà ở Cheshire, Anh. Năm 1796, nhà phát minh người Pháp Joseph Michel Montgolfier (1740-1810) đã xây dựng một máy đẩy thủy lực khác cho nhà máy nghiền giấy của mình ở Voiron. Ở Pháp và Ý, cụm từ "búa nước" bắt nguồn từ cụm từ máy đẩy thủy lực: coup de bélier (French) and colpo d'ariete (Italian) đều có nghĩa là "đập búa". Như thế kỷ 19 đã chứng kiến việc lắp đặt các nguồn cung cấp nước cho nhiều thành phố, hiện tượng búa nước đã trở thành mối quan tâm của các kỹ sư dân dụng. Hiện tượng búa nước cũng là mối quan tâm của các nhà sinh lý học nghiên cứu hệ thống tuần hoàn trong cơ thể.
Mặc dù đã được báo trước trong công trình của Thomas Young, lý thuyết búa nước thường được coi là bắt đầu vào năm 1883 với công trình của nhà sinh lý học người Đức Johannes von Kries (1853-1928), người đã khảo sát xung trong các mạch máu. Tuy nhiên, những phát hiện của ông đã không được các kỹ sư dân dụng chú ý tới. Sau đó, những phát hiện của Kries được rút ra một cách độc lập vào năm 1898 bởi nhà động lực học chất lưu người Nga Nikolay Yegorovich Zhukovsky (1847-1921), năm 1898 bởi kỹ sư dân dụng người Mỹ Joseph Palmer Frizell (1832-1910), và năm 1902 bởi các kỹ sư Ý Lorenzo ALLIEVI (1856-1941).